# Saint-Amand Hainaut Basket
Maillots
Actualités
Le Saint-Amand Hainaut Basket est un club français de basket-ball féminin fondé en mai 2008 et basé à Saint-Amand-les-Eaux. Le club est issu de la fusion de l’US Valenciennes et de l’Union Saint-Amand Porte du Hainaut. Après une saison en Ligue féminine de basket, le plus haut niveau du championnat de France, le club est rétrogradé en Nationale 1 à cause de problèmes financiers et prend le nom d’UHB Saint-Amand à la suite du désistement de Valenciennes.

## Historique
Le club a été officiellement lancé le 4 juillet 2008,. Dès sa première saison en LFB, le club possède le plus gros budget de la ligue, avec un montant d’environ 2,9 millions d’euros.
Relégué en Nationale 1 pour la saison 2009-2010, le club accroche la finale du Final Four, battu par Charleville, pour gagner la remontée en LFB.
Le club obtient une neuvième place pour son retour. Le forfait de Challes offre au club de disputer l'Eurocoupe 2011-2012.
À l'issue de la saison 2011-2012 de LFB, le club obtient sportivement le droit de disputer l'Eurocoupe. 
La saison 2012-2013 commence mal avec 4 défaites en autant de match, notamment contre les deux promus, Toulouse et Perpignan. Le club finit dernier et relégué en Ligue 2. Avec un  budget sera en baisse de l’ordre de 350 à 400 000 €, Laura García et Carine Paul sont confirmés et renforcés par Florine Basque et la sénégalaise Astou Traoré. Fin mai, le Hainaut est cependant repêché en LFB à la suite de divers forfaits.
Après la relégation de Tarbes pour raisons financières, Saint-Amand est de nouveau repêché en LFB à l'été 2015. Seule l'Espagnole Laura García reste dans un effectif très renouvelé.
Au terme de la saison 2023-2024, Saint-Amand est relégué en Ligue 2.

## Palmarès
- Vice champion de NF1 2009 - 2010
- Quart de finaliste Eurocup 2011 - 2012

## Joueurs et personnalités du club

### Entraîneurs
- 2008-2009 :  Fabrice Courcier
- 2009-2013 :  Corinne Benintendi
- 2013-2015 :  Jimmy Ploegaerts
- 2015-2021 :  Fabrice Fernandes
- Septembre-octobre 2021 :  Philip Mestdagh
- Octobre 2021-2022 :  Frédéric Daguenet
- 2022-mai 2024:  Julien Pincemin
- Mai-novembre 2024:  Fabrice Pontier[9]
- Novembre 2024-:  Fabrice Courcier[10]

### Joueuses emblématiques
- Clémence Beikes
- Laëtitia Kamba
- Émilie Duvivier
- Laura García
- Pauline Akonga

## Budget
- 2018-2019: 980 000 € (LFB)[11]

## Historique du logo

Premier logo.
Logo jusqu’à juin 2020.
Logo actuel.